# La Milla del Río
La Milla del Río es una localidad del municipio de Carrizo, en la provincia de León, Comunidad Autónoma de Castilla y León (España).

## Situación
Se encuentra en la ribera del río Órbigo, próxima a las localidades de Huerga del Río, Armellada, Quiñones del Río, Alcoba de la Ribera, Villanueva de Carrizo y Carrizo de la Ribera.

## Evolución demográfica
| 2000 | 2001 | 2002 | 2003 | 2004 | 2005 | 2006 | 2007 | 2008 | 2009 | 2010 | 2011 |
| 536  | 538  | 522  | 508  | 501  | 519  | 507  | 503  | 487  | 477  | 473  | 472  |

- Datos: Q5964359